# 22875 Lanejackson
22875 Lanejackson è un asteroide della fascia principale. Scoperto nel 1999, presenta un'orbita caratterizzata da un semiasse maggiore pari a 2,2602329 UA e da un'eccentricità di 0,0981826, inclinata di 6,57608° rispetto all'eclittica.